# Эмануиловская улица
Эмануи́ловская улица — улица в Выборгском районе Санкт-Петербурга. Проходит от проспекта Энгельса до Ярославского проспекта.

## История
Первоначальное название Иммануиловская улица известно с 1887 года, дано по детскому приюту во имя святого Иммануила, находящемуся рядом. В 1914 году появляется современный вариант названия Эмануиловская улица.
В 2017 году впервые на Эмануиловской улице должен был появиться тротуар — на южной стороне.

## Достопримечательности

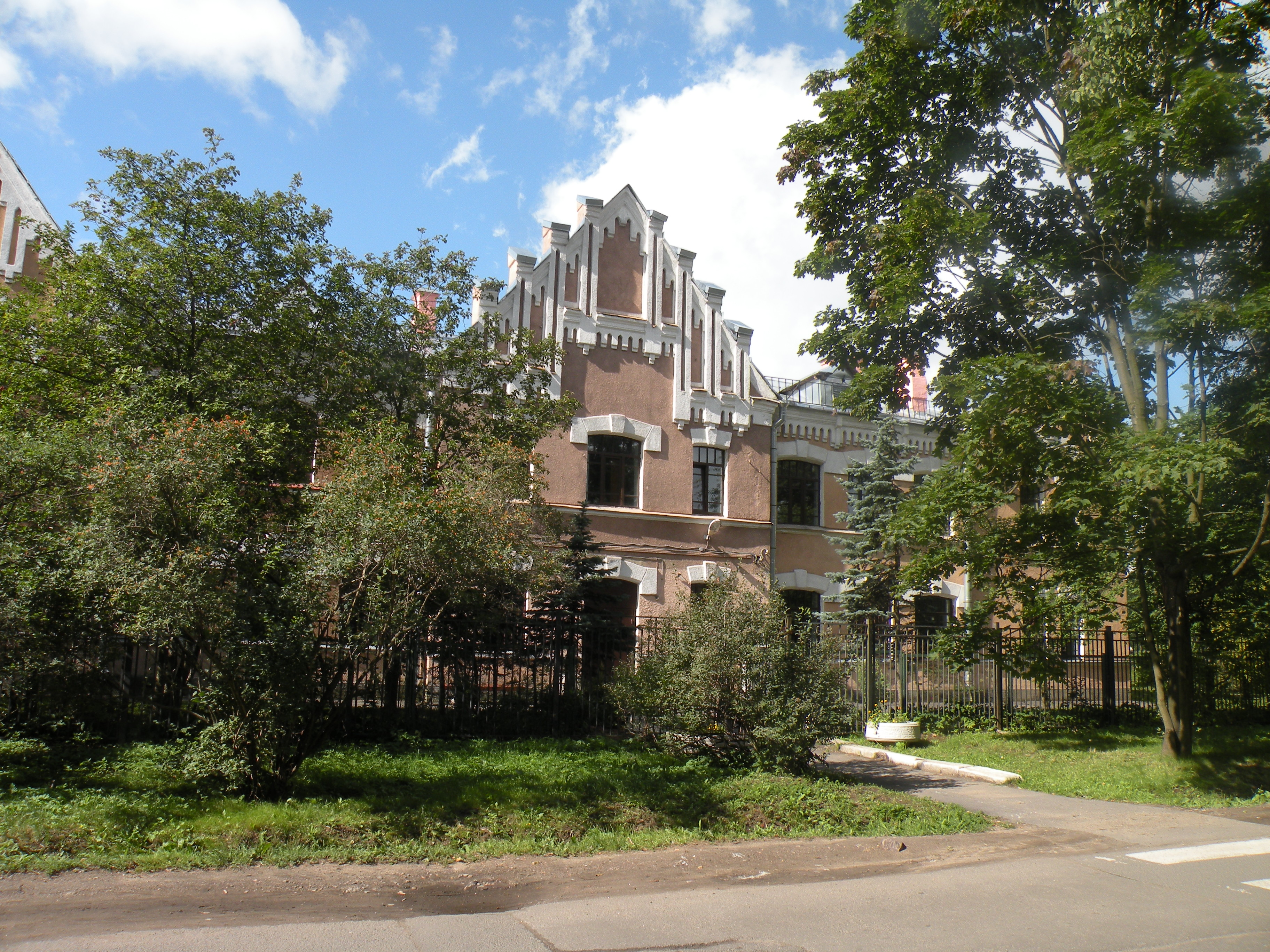
Здание бывшего приюта, ныне — детский дом № 53

- Колледж туризма и гостиничного сервиса
- детский дом № 53